# Бэтман Аполло
«Бэ́тман Апо́лло» — одиннадцатый роман Виктора Пелевина, поступивший в продажу в полночь 28 марта 2013 года. Тираж — 150 000 экземпляров. Действие происходит в вымышленном мире, описанном в опубликованном в 2006 году романе «Empire V»; ряд персонажей, включая главного героя, те же.
В рамках рекламной кампании было опубликовано несколько отрывков из романа.

## Сюжет
Роман начинается с описания похорон Иштар Борисовны. Церемония проходит в Хартланде, а перед собравшимися вампирами выступают известные артисты. После концерта они садятся в автобус, который самостоятельно заводится и, потеряв управление, падает в озеро на дне Хартланда. Причину событий вызывается узнать Энлиль Маратович, сообщив о готовности к «нырянию». Рама воспринимает эти слова буквально.
Пока Энлиль ныряет за автобусом, между новой Иштар (Герой) и Рамой происходит встреча. Оказывается, что между Герой и Рамой сохранились интимные отношения, благодаря чему Рама получает высокий титул Кавалера Ночи.
После их встречи наедине появляется Энлиль, который рассказывает о причинах падения автобуса. Из его слов Рама узнаёт, что старый вампир «нырял» не в воду, а в лимбо — особое пространство, где можно общаться с мёртвыми. Об этом узнаёт и Гера. После небольших раздумий она отправляет Раму на курсы ныряльщиков, ведь лимбо — единственное место, где она может быть с Рамой в своём человеческом обличии.
Обучение происходит в замке Дракулы. Там Рама знакомится с американкой Софи и тремя французами. Их обучением занимается некий Улл, который на протяжении трёх курсов рассказывает о погружении в лимбо. Рама сближается с Софи. На встречах после занятий она рассказывает о реальной цели своего визита — поиска учения Дракулы. По её словам, настоящее имя этого вампира — Дионисий, а после того, как ему открылись древние тайны, он ушёл в лимбо и после оттуда не возвращался. Вампирское сообщество, увидев в учении Дракулы опасность, уничтожило его, но Софи полагает, что его можно восстановить по особым знакам.
Рама вместе с Софи проникает в запретные покои в замке Дракулы. Благодаря особому ритуалу они находят двух комаров с частичками красной жидкости хозяина замка. Эта находка очень ценна для Софи — она надеется, что с помощью этой крови она приблизится к Дракуле.
В конце обучения становится понятно, что все события в замке происходили несколько лет назад, но так как Иштар может заставить пережить эти воспоминания заново, то Раме они показались совершенно настоящими. Позже Энлиль объяснил действия Геры ревностью — воспроизведя воспоминания возлюбленного заново, она убеждается, что Рама снова готов ей изменить с другой вампирессой. Это ей нужно для того, чтобы не сомневаться в подлой и бессердечной природе человечества, сохраняя при этом установленный порядок вещей.
Энлиль успокаивает Раму, говоря, что он тоже переживал подобные вещи, будучи Кавалером Иштар Борисовны. После этого старый вампир приглашает молодого на очередную встречу с халдеями. На ней Рама узнаёт, что гламур и дискурс исчерпали себя и больше не работают на полную мощность. После небольшого обсуждения принимается решение ввести третью силу — протест. Идея гламурной революции нравится вампирам, и они дают добро на организацию протестов.
После встречи Рама узнает природу этих решений. Оказывается, вампиры устраивают всё таким образом, чтобы халдеи воспринимали поданные им идеи за свои. А вот о необходимости следующего шага вампиры узнают из календаря с предсказаниями. По словам Энлиля, верхушка вампирского сообщества умеет нырять в лимбо и узнавать будущее. Всё увиденное они записывают в особый календарь, после чего рассылают предсказания в разные страны (великомышества). Согласно этому календарю, в 2012 году в России должен пройти «мохнатый бунт», который вампиры и пытаются устроить.
После этого действие романа переносится к очередному заданию Рамы. Он должен провести в лимбо богатого халдея Салавата Кедаева. Эта процедура называется «золотой парашют». Халдеи платят большие деньги, чтобы получить гарантию на безопасное комфортное перерождение в следующей жизни. Провожающий нужен с одной целью — чтобы все страхи и грехи человека не уничтожили его анимограмму (образ человека в лимбо), лишив шанса на реинкарнацию.
Рама ведёт Кедаева через все его проступки, среди которых извращенская оргия в BDSM-салоне и тюрьма. В итоге Кедаев приходит в свой отчий дом и прячется в сарае, где когда-то учился курить. Рама оставляет клиента там и возвращается из лимбо.
После этого Рама посещает вампирский клуб «Haute SOS», чтобы поучаствовать в красной церемонии. Внезапно у Рамы возникает шанс встретиться с Софи. Во время свидания она рассказывает ему о прогрессе в поисках учения Дракулы.
Во время Красной церемонии Рама видит своё будущее. В своём видении ему представляется большой корабль, где все знакомые ему вампиры висят вниз головой. Спрашивая у знакомого вампира о смысле своего видения, Рама вспоминает фильм «Матрица», где люди выращивались на особых фермах, а их реальный мир был всего лишь виртуальной реальностью. Собеседник Рамы это сравнение не поддерживает.
Узнав об очередной измене Рамы, Иштар принимает решение встретиться с Дракулой лично. На эту встречу она берет своего возлюбленного. Им удаётся увидеться с Дракулой в лимбо. Во время встречи Дракула рассказывает о своём побеге, а также объясняет желание освободить человечество от вампирского ига. Также Дракула сообщает, что первым человеком, освободившимся из-под гнёта вампиров, был Будда.
После возвращения из лимбо Рама вновь попадает на встречу с халдеями, где обсуждаются конкретные шаги к организации протеста. После этого заседания Энлиль рассказывает о «Щите Родины» — особенной черте российской культуры, которая мешает вампирскому сообществу взять контроль над Россией или же протолкнуть свои идеи в жизнь русских вампиров и людей.
Следующее задание Рамы — проводы умершего Озириса. В мире вампиров это очень ответственное и престижное задание. При путешествии в лимбо между Рамой и Озирисом происходит разговор. Умерший вампир поясняет, что настоящими пользователями «золотого парашюта» являются как раз вампиры, а богатые халдеи являются лишь разменной монетой между вампирами и тёмным миром.
Также покойник признаётся, что он является последователем Дракулы, из-за чего он в последние годы жизни отошёл от дел и старался приносить людям счастье. Озирис поясняет, что вампир может делать всё что угодно, ведь любое его действие моментально становится волей Великого Вампира — аналога бога в их мире.
Поэтому самое лучшее, что может сделать вампир при жизни — это выбрать Тайный Чёрный Путь. Это учение подразумевает, что вампир отказывается от своих функций, перестаёт думать об устройстве мира, благодаря чему он больше не является частью мирового механизма и становится тождественным Великому Вампиру.
Также Озирис поясняет, что для этого проводник должен помочь умершему вампиру покинуть пределы лимбо и прекратить перерождение. Для этого ныряльщик должен отвлечь чертей, которые охраняют границу между лимбо и вечной тьмой. Рама соглашается на этот поступок, хотя знает, что вампиры это не одобрят. Озирис даёт инструкции Раме, чтобы тот при приближении чертей к умершему нажал кнопку вампонавигатора — особого устройства для путешествия в лимбо.
В нужный момент Рама активирует прибор, после чего в стороне от Озириса появляется Кедаев. Черти устремляются к нему, забыв про Озириса. Благодаря этому манёвру умершему вампиру удаётся задуманное.
По возвращении из лимбо Рама встречает недовольных старых вампиров. Они обвиняют его в преступлении и отправляют на суд к Бэтману Аполло — императору Empire V. На пути к Бэтману Рама узнаёт, что вампир живёт на огромном авианосце в неизвестной никому точке мирового океана.
Прибыв, Рама встречается с Аполло. Из разговора становится ясно, что Аполло мечтает о гуманном отношении к людям, но не отказываясь от выработки баблоса. Единственное, что не нравится Бэтману — это Россия. По его словам, в этом великомышестве до сих пор пользуются устаревшими гламуром и дискурсом, когда как весь мир пережил Великую Частотную Революцию. Бэтман хочет, чтобы Рама стал проводником прогрессивных идей мирового вампиризма в России. Рама не успевает согласиться или отказаться, и встреча заканчивается из-за важных дел Аполло.
На том же корабле Рама встречает Софи. Она рассказывает ему, что Аполло желает совсем не то, что озвучивает на словах; что главное желание Бэтмана — выдаивать человека несколько раз в день и полностью, прикрываясь идеями гуманизма.
В конце пребывания на корабле (сколько оно проходит — неизвестно, но у Рамы отрастают борода и ногти) молодой вампир вновь встречается с Аполло. Император говорит, что Рама ему понравился, и он может возвращаться домой. Однако за его проступок Аполло лишает вампира Древнего Тела — способности превращаться в летучую мышь. Эта способность вернётся к Раме после совершения подвига, содержание которого не разглашается.
Летя на самолёте обратно, Рама узнаёт, что Софи — вторая личность Аполло, не подозревающая о том, чем она является на самом деле. Рама расстраивается. Также он узнаёт, что в Москве проходят протесты. Рама приказывает посадить самолёт в Испании. Вампир заказывает себе татуировщика и распоряжается принести ему балаклаву, чёрную футболку, краску для одежды и искусственный рог.
Татуировщик делает ему рисунок на животе, после чего «Дассо» отправляется в Москву. Во время полёта Рама пишет на футболке фразу «Occupy Pussy» и начинает делать костюм Древнего Тела. Из аэропорта Рама едет в центр столицы, где проходят протесты. По пути шофёр замечает, что в этом костюме он похож на журавля, так как часть костюма, рог, больше висит, нежели стоит.
Рама оказывается на аллее Тверского бульвара около МХАТа, где его тут же задерживает ОМОН. Вампира приводят в автозак, где он видит полковника. Рама кусает полицейского, благодаря чему полковник понимает, с кем имеет дело. После короткого разговора полицейский оставляет Раму одного, дав ему шанс на побег. Вампир превращается в летучую мышь (понимая тем самым, что Аполло принял его подвиг), покидает автозак, и, покружив над площадью, улетает довольный в Хартланд.

## Отзывы и критика
Роман был прохладно встречен критиками.
Юрий Сапрыкин в рецензии для Lenta.ru называет «Бэтман Аполло» самым статичным романом Пелевина и отмечает, что «его персонажи — как и всегда, скорее символы, функции, медиумы для трансляции идей — не переживают тут особенных приключений» и что «терапевтический эффект пелевинского метода <…> не давал сбоев. Вплоть до „Бэтмана Аполло“ — в котором впервые нет никакого утешения».
Константин Мильчин («Русский репортёр») считает роман длинным и занудным, а также сравнивает его с высмеивающей оппозицию песней «Химкинский лес» Сергея Шнурова: «…кто-то возмущался, а кто-то говорил про право на постмодернистское высказывание. <…> Но тогда у Шнурова было, как ни крути, яркое, хоть и действительно обидное для многих высказывание. Чего никак не скажешь о романе „Бэтман Аполло“».
По мнению Анны Наринской («Коммерсантъ»), «автор демонстративно показывает, что с настроениями потенциальной аудитории считаться не собирается»; каламбуры в нём «довольно тупые», а рассуждения — «довольно вторичные». По мнению автора рецензии, даже с задачей «раздразнить по-настоящему» роман не справляется.
Людмила Филоненко (ИТАР-ТАСС) пишет, что в романе господствуют «откровенно бедные фразы» и «совершенно нет слога Пелевина» и считает, что «Пелевин замечает основные тенденции и настроения современного общества, но он уже не вовлечён в этот процесс, как раньше, а наблюдает извне, поэтому его героям и не хватает глубины, чёткости, силы».
Согласно рецензии Николая Александрова («The New Times»), социальная актуальность в романе Пелевина представлена «с позиций абсолютного нигилизма и отрицания»: «…и существующий порядок, и протест против него, и социальная несправедливость, и российское правовое средневековье, и западное комфортное существование, и американская мечта — всё это, по существу, одно и то же. Это знаки неправильного мировосприятия, навязываемой ложной модели мира. Нужно изменить восприятие, а не порядок вещей. От порядка вещей нужно бежать. Лучше всего бежать в буддизм».
Андрей Архангельский («Огонёк») упрекает роман в отсутствии сюжета («если не считать бессмысленных и в общем-то просто уже скучных превращений, перемещений и воплощений одного и того же во что-то не менее то же самое, с самопародирующей частотой») и вторичности («скучнейший роман, полный сознательных самоповторов»), а также анализирует его в контексте российского протестного движения 2011—2013 годов: «…читатель Пелевина за год стал мудрее Пелевина, он его перерос, как становится мудрее человек благодаря уникальному жизненному опыту. За год его читатель превратился в гражданина. Протесты были, кроме прочего, ещё и попыткой вырваться за границы консюмеризма, отыскать вещи, которые не продаются и не покупаются. Сформировать — пусть наивно — новые ценности. А Пелевин остался на прежних позициях, традиционных и архаичных: всё равно всему, ничего не изменится, народишко дрянь, подайте же чашу забытья».
Издатель Сергей Пархоменко отозвался о романе негативно, отметив что успех Пелевина давно на спаде, а каждая его новая книга написана скучно.
Михаил Берг («Ежедневный журнал») отмечает, помимо отсутствия «обычной для автора художественной изобретательности», «несколько тем, вполне даже здравых»: «о них имеет смысл поразмышлять, потому что именно они смертельно обидели либеральную интеллигенцию, которую Пелевин подчас называет каргоинтеллигенцией, то есть интеллигенцией, которая фетишизирует либерализм, не очень понимая, что он на самом деле представляет». По мнению Берга, «порой послушать злобного Пелевина — невредно будет».
Галина Юзефович («Итоги») замечает, что «ручная тонкость проработки и способность вступать в диковинный резонанс с внутренним миром каждого из сотен тысяч читателей — то, что когда-то и отличало „пелевиных“ от других кассовых книг, — полностью истёрлись от частой носки».
Александр Свирилин («Октябрь») обращает внимание на выхолащивание сюжета в целях решения художественной задачи: «Как это нередко бывает у автора, сюжет довольно условен и по сути своей не важен, да и вообще сюжеты последних пелевинских романов отмечены печатью крайней скудности и неизобретательности. Главное, чтобы у героя наличествовал собеседник, необходимый для возведения вертикали ученик — учитель, на каковой каркас впоследствии будут нанизаны затяжные диалоги, вырождающиеся в монотонную череду вопросов и ответов, многостраничную софистику, которая отражается в собственных зеркалах и уходит в дурную бесконечность».
Антон Долин (Colta.ru) считает «Бэтман Аполло» не лучшим романом Пелевина, но, вместе с тем, называет его «одиночной акцией протеста» писателя и призывает не спешить с выводами: «Подождите тащить его в автозак, пока не прочитали толком того, что написано на плакате» (отсылка к сцене из последней главы романа).
В отличие от большинства критиков, Майя Кучерская («Ведомости») избегает негативной оценки постоянства творческого метода Пелевина. По её мнению, «Виктор Пелевин каждой новой книгой всё отчётливей демонстрирует: никаких перемен. Так же буду сидеть в позе будды, плеваться, сквернословить и презирать. Но в том-то и дело: его призвание вовсе не новизна, открытия в литературе. Он — гарант её стабильности».
Автор одной из немногих положительных рецензий Андрей Левкин («Эксперт»), цитируя упомянутые рецензии Архангельского и Александрова, заключает, что книга удалась, так как «искусство должно будоражить, а тут оно будоражит даже критиков».